# Diocèse d'Ukraine (Église vieille-orthodoxe russe)
Le diocèse d'Ukraine est une juridiction de l'Église vieille-orthodoxe russe en Ukraine dont le siège est à Krementchouk. Le primat porte le titre d'Évêque d'Ukraine (titulaire actuel : Nikola (Prossine), depuis le 25 décembre 2010).

## Hiérarchie de Novozybkov
L'Église vieille-orthodoxe russe est une Église orthodoxe non canonique, traditionaliste, née d'un schisme de l'Église orthodoxe russe au XVIIe siècle. C'est la seconde en importance des juridictions de la branche presbytérienne (« avec prêtres ») des Orthodoxes vieux-croyants. Elle s'est constituée en 1923 de groupes de vieux-croyants qui ont refusé de reconnaître l'autorité de la « Hiérarchie de Bila Krynytsya » établie en 1848. Elle est également appelée « Hiérarchie de Novozybkov » d'après le nom de la ville russe où a résidé son chef hiérarchique entre 1963 et 2000.

## Histoire

### Empire russe et Union soviétique
Plusieurs dizaines de familles de vieux-croyants presbytériens, composées notamment d'artisans et de marchands, se sont installées dans la région de Poltava, et particulièrement dans la ville de Krementchouk, dans la seconde moitié du XVIIIe siècle. Cette installation est liée, tout d'abord, à la nouvelle politique économique proclamée par l'impératrice Catherine II.
Au début du XIXe siècle, plusieurs milliers de vieux-croyants vivent à Krementchouk. Au milieu du XIXe siècle, trois églises des vieux-croyants fonctionnent dans la ville et ses environs : Pokrovskaïa (Intercession) et Rojdestvenskaïa-Bogoroditskaïa (Nativité de la Vierge) à Krementchouk et Sainte-Croix à Kryoukov.
Après la Révolution d'Octobre de 1917, les églises des vieux-croyants de la ville sont fermées et les communautés sont dissoutes. Ce n'est qu'au début des années 1990 que la communauté de Krementchoug s'est réactivée.

### Histoire récente
Le diocèse d'Ukraine de l'Église vieille-orthodoxe russe a été érigé le 23 décembre 2010 par division du diocèse d'Ukraine et Biélorussie préexistant.

## Organisation

### Structure territoriale
Le diocèse compte deux doyennés.

### Communautés locales par région (oblast)
- Région de Poltava :
  - Krementchouk (église Saint-Nicolas)[1]
  - Sosnovka (église de la Nativité)[2]

## Conflit Ukraine-Russie
Le conflit qui oppose l'Ukraine et la Russie en Crimée et dans le Donbass (Donetsk et Lougansk) affecte aussi l'Église vieille-orthodoxe russe en Ukraine.
Une loi du 20 décembre 2018 « Sur la liberté de conscience et des organisations religieuses » oblige les organisations religieuses qui sont liées à - ou qui ont leur siège dans - un pays considéré comme agresseur d'indiquer cette dépendance dans leur dénomination. Cinq Églises sont dans cette situation dont l'Église vieille-orthodoxe russe et son diocèse en Ukraine.